# Clara González
Clara González, född 1898, död 1990, var en panamansk politiker och advokat. Hon var vice socialminister 1945–1949. Hon var sitt lands första kvinnliga advokat och sitt lands första kvinnliga minister.  
Hon grundade 1922 Grupo Feminista Renovación, landets första feministiska organisation, och deltog i kampanjen för rösträtten.  